# Rupture (film, 1976)
Pour les articles homonymes, voir Rupture.
Pour plus de détails, voir Fiche technique et Distribution.
Rupture (chinois simplifié : 决裂 ; pinyin : jué liè), est un film dramatique chinois réalisé par Li Wenhua (zh), sorti en 1976.
Le film est l'un des rares à avoir été produit pendant la Révolution culturelle. En raison des bouleversements politiques en cours, l'intrigue de Rupture est fortement réglementée par des directives très codifiées sur l'intrigue et la caractérisation, de manière que le film ait un caractère de masse, par opposition à un caractère individualiste, c'est-à-dire une politique prolétarienne par opposition à une politique bourgeoise. Le film s'inspire des problèmes liés à la scolarisation en Chine à l'époque, notamment le fait qu'il y avait trop d'études et pas assez de pratique sociale,.
Rupture est l'un des premiers films à avoir été retiré des cinémas après le renversement de la Bande des Quatre et la fin de la campagne de révolution éducative.

## Synopsis
En 1958, le parti communiste chinois envoie Long Guozheng (Guo Zhenqing), diplômé de l'Université militaire et politique anti-japonaise (zh), à la tête de la toute nouvelle université communiste du travail de Jiangxi (aujourd'hui université agricole de Jiangxi (zh)). Les éléments les plus capitalistes de l'école, tels que ceux qui visent des normes académiques bourgeoises élevées et qui refusent d'admettre des paysans peu instruits (selon les normes bourgeoises), entrent en conflit avec l'approche plus communiste de Long. Il préconise de n'admettre que des étudiants issus de la classe ouvrière et entreprend des changements novateurs — au grand dam de nombreux autres membres du personnel — tels que l'accent mis sur le travail acharné plutôt que sur l'apprentissage en classe, la modification des cours pour tenir compte de l'apprentissage par l'expérience, la suppression des sections peu pratiques du programme, l'organisation de cours sur le terrain et l'exemption des étudiants qui manquent les examens afin de travailler pour la communauté. Plus tard, une étudiante, Li Jinfeng (Wang Suya), que Long considère comme une adepte exemplaire de la « révolution éducative », est expulsée et jugée. Les masses se mobilisent pour la soutenir et dénoncent les tenants de la ligne capitaliste en matière d'éducation. Les tenants du pouvoir capitaliste décident alors de fermer le collège. Finalement, le collège est sauvé par la volonté des paysans et une déclaration de Mao Tsé-toung lui-même.

## Fiche technique
- Titre français : Rupture[6],[7]
- Titre original : 决裂, jué liè[8]
- Réalisation : Li Wenhua (zh)
- Scénario : Chunchao, Zhou Jie
- Photographie : Zheng Yuyuan, Luo Dean
- Musique : Lü Yuan, Tang He
- Sociétés de production : Studio de Pékin
- Pays de production :  Chine
- Langue originale : mandarin
- Format : couleurs
- Genre : film dramatique
- Durée : 127 minutes
- Dates de sortie : 
  - Chine : 1er février 1976[9],[10]

## Distribution
- Guo Zhenqing : Long Guozheng
- Wen Xiying (zh) : Secrétaire adjoint Tang
- Wang Suya : Li Jinfeng
- Wu Jing : Xiao Ping
- Xu Zhan : Xu Niuzai
- Zhang Zheng : Ancien représentant
- Li Shijiang : Jiang Danian
- Hou Guanqun : Yu Gang
- Xiang Hong : Cao Xiaomei